# Кёнин Ара
Канал Ара (кор. 경인 아라뱃길) — канал в Корее, соединяющий реку Ханган с Жёлтым морем. Является первым каналом, проложенным в Южной Корее.
Канал имеет длину 18 км (длина судоходного отрезка — 15,6 км), ширину 80 м, среднюю глубину 6,3 м, два шлюза. Шлюз на Хангане имеет длину 1,2 км и ширину 300 м, западный шлюз — 1,2 км и 400 м, соответственно.
Первые предложения о постройке канала выдвинул ещё правитель Коджон в XIII веке, но уровень технического развития долго не позволял реализовать эту идею.
Канал был проложен между 2009 и 2012 годами. Шлюзы позволяют проходить судам водоизмещением до 5000 тонн.
На данный момент канал не используется в полной мере.
Река Ханган течёт через Сеул, столицу Южной Кореи, и судоходна, но так как через её устье проходит граница с Северной Кореей и демилитаризованная зона, суда не могут пользоваться этим участком реки. Основной целью канала является борьба с наводнениями, но также он позволил судам выходить из Хангана в Жёлтое море.